# OnePlus 8 Pro
Oneplus 8 pro — смартфон компании OnePlus. выпущен 21 апреля 2020 года. Флагманский смартфон 2020 года наряду с iPhone 11 Pro, Huawei P40 Pro и Samsung Galaxy S20+.

## Характеристики

### Экран
Экран Fluid AMOLED типа PenTile RGBG с частотой обновления 120 гц, поддержкой HDR 10+. Также устройство имеет защиту Corning Gorilla Glass 5.
Диагональ экрана — 6,8 дюйма (71×157 мм), разрешение — 1440×3168. Соотношение сторон — 19,8:9. Плотность точек — 513 ppi.
Поверхность экрана в виде стеклянной пластины. Между слоями экрана отсутствует воздушный промежуток (экран типа  One Glass Solution). Присутствует олеофобное покрытие.
Максимальное значение яркости экрана — 480 кд/м², минимальное — 2,3 кд/м². На фронтальной панели присутствует датчик освещённости.
Присутствует режим с повышенной до 120 Гц частотой обновления.

### Камеры
На задней панели присутствуют 4 камеры: 
- широкоугольная (48 Мп, 1/1,43″, 1,12 мкм, f/1,8, 25 мм, PDAF, лазерный AF, OIS)
- сверхширокоугольная (48 Мп, 1/2,0″, 0,8 мкм, f/2,2, 14 мм, 116°, PDAF)
- телеобъектив (8 Мп, f/2,4, PDAF, OIS, оптический зум 3×)
- дополнительный датчик (5 Мп, f/2,4 (Color filter))

Сенсор основной камеры — Sony IMX689. Основной объектив имеет разрешение 2160p.
Присутствует функция объединения при съёмке четырёх пикселей в один (в разрешении 12 Мп). 
Сверхширокоугольный модуль — Sony IMX586 с углом обзора 116°. Отсутствует оптическая стабилизация.
Нет отдельного объектива для съемки макро.
Присутствует HDR, сохранение снимков в RAW.
Максимальное разрешение камеры — 4К при 60 FPS.
Запись звука на встроенный микрофон приглушается системой шумоподавления.
Фронтальная камера на 16 мегапикселей и разрешением FullHD. У фронтальной камеры отсутствует ИК-датчик для построения трёхмерной карты лица.

### Процессор и ОЗУ
Смартфон оснащён процессором Snapdragon 865 5G Qualcomm SM8250. 8 ядер, 1 кристалл (1×Kryo 585 Gold 2,84 ГГц, 3×Kryo 585 Gold 2,42 ГГц, 4×Kryo 585 Silver 1,8 ГГц). Процессор изготовлен по 7-нанометровому технологическому процессу.
Оперативная память типа LPDDR5 объёмом 8 или 12 ГБ.

### Иные параметры
Поддерживается 5G (SA/NSA), Wi-Fi 6E (Wi-Fi 802.11a/b/g/n/ac/ax с добавлением диапазона 6 ГГц), Bluetooth 5.2, NFC.
Навигация поддерживает GPS (с A-GPS), Глонасс, Beidou, Galileo, SBAS.
Встроенная операционная система — Android 10. Имеется также OxygenOS 11.
Присутствует поддержка Dolby Atmos для наушников. При этом отсутствует 3,5-миллиметровый аудиовыход для подключения проводных наушников.
Карта памяти не поддерживается. Возможно подключение внешних устройств к порту USB Type-C в режиме USB OTG.
По USB возможно подключение USB-флеш, мыши и клавиатуры.
Ёмкость аккумулятора — 4510 мА·ч. В режиме чтения заряда хватает на 15 часов 40 минут, в режиме видео — на 15 часов.
Корпус имеет защиту от воды и пыли по стандарту IP 68. Выдерживает погружение на глубину до 1,5 м в течение 30 минут.
Матовый корпус. Переднее стекло имеет закруглённые края. Корпус скользкий, неэргономичный. Блок камер на задней панели расположен по центру.
На боковой кнопке присутствует аппаратный переключатель режимов звука.
У смартфона отсутствует светодиодный индикатор событий.
Сенсор для сканера отпечатков пальцев оптический.
В разъём для карточек можно установить две карты Nano-SIM. При этом, не предусмотрена установка карты памяти.
Присутствует разъём USB Type-C.
Смартфон выпускается в чёрном, синем, зелёном цветах.
В комплекте идёт зарядное устройство с быстрой зарядкой на 30 Вт.